# 야니 치즈
야니 치즈(Jāņi cheese, 라트비아어: Jāņu siers 야뉴 시에르스→하지 치즈)는 라트비아의 산응고 생치즈이다. 하지제인 야니 때 먹는 전통 음식이며, 라트비아의 국민 음식 가운데 하나이기도 하다. 2015년 11월 17일부터 유럽 연합의 전통 특산품 보증(TSG)을 받고 있다.